# Kottonmouth Kings
Kottonmouth Kings est un groupe de hip-hop américain, originaire de Placentia, en Californie. Le groupe décrit son style musical de « rap punk rock psychédélique. » Signé sur leur label indépendant Suburban Noize Records, Kottonmouth Kings est un groupe productif qui défend les valeurs de la liberté et les vertus du cannabis.

## Biographie
Fondé en 1994 par Daddy X, qui est également membre du groupe Humble Gods, le groupe se fait connaître en 1997 avec le titre Suburban Life extraite de la bande originale du film Scream 2.
En 1998, le groupe publie son premier EP, Stoners Reeking Havoc, un intitulé qu'ils reprendront tout au long de leur carrière. Stoners Reeking Havoc est beaucoup repris dans leurs chansons pour marquer leur solide revendication de fumeurs de cannabis. La même année, le 11 août, ils publient leur premier album, Royal Highness, qui est un jeu de mots avec le terme high signifiant « défoncé ». Dans beaucoup de leurs chansons on peut entendre divers jeux de mots en relation avec leurs habitudes de fumeurs. C'est aussi un des rares albums où Saint Dog apparaît[réf. nécessaire]. L'album atteint la 17e place des Billboard Heatseekers. Leur single Suburban Life extrait de l'album, les avait fait connaître l'année précédente. Le style de l'album est très éclectique avec des titres reggae, rap, rock, psychédélique, punk. Avec cet album varié, le groupe se détache de la production de l'époque en inventant son propre son, en cassant toutes les barrières entre les styles et en créant son propre mouvement pour la liberté et l'ouverture d'esprit tout en dénonçant le système. En 1999, sort le premier chapitre d'une série d'albums intitulée Hidden Stash. Ces albums rassemblent des titres qui n'ont pas été retenus pour les albums principaux[réf. nécessaire].
Leur second album, Hidden Stash est publié en 1999. Il suit de leur troisième album, High Society, publié le 27 juin 2000, classé 65e du Billboard 200, faisant apparaître des artistes comme Corporate Avenger (Jack Grisham), Cypress Hill (Sen Dog) et Insane Clown Posse.
Grâce à une promotion massive et continue depuis le début de sa carrière, Kottonmouth Kings est un groupe très productif[Interprétation personnelle ?], qui compte pas moins de 24 albums (incluant EPs, remixes et best-of) en pratiquement quinze ans de carrière. Le groupe est également détenteur d'un label indépendant, Suburban Noize Records, qui produit des artistes comme La Coka Nostra, Everlast, Unwritten Law, Big B et Hed PE, et sa propre ligne de vêtements. Les fans du groupe se nomment les « Kings » (masculin) et « Kweens » (« féminin »). Les « Juggalos » et « Juggalettes » (le public fidèle au groupe d'horrorcore Insane Clown Posse) tiennent également une bonne place parmi les fans des Kottonmouth Kings[réf. nécessaire]. Ceux deux groupes indépendants font beaucoup de tournées ensemble. Kottonmouth Kings est quasiment toujours présent au Gathering of the Juggalos, le festival annuel d'Insane Clown Posse[réf. nécessaire].

### Période avec Saint Dog
Saint Dog fait partie des trois membres fondateurs de Kottonmouth Kings avec D-Loc et Daddy X. Il participe aux albums Stoners Reeking Havoc, Royal Highness et Hidden Stash avant de quitter le groupe. On le retrouve dans des projets plus récents tels que le super groupe Subnoize Souljaz, l'album Mad Dog American de SX-10 (2000) et l'album solo de D-Loc, Made for Kings (2010).

### Légalisation du cannabis
Kottonmouth Kings est l'un des groupes les plus influencés par la culture du cannabis, ne cessant de revendiquer sa légalisation ainsi que la liberté, l'amour, le respect, la paix et le bien-être. Le groupe participe à maints événements liés au cannabis, comme la Cannabis cup en 2010 où ils faisaient la Une du festival. Il est également nommé groupe de l'année 2010 par le magazine américain High Times qui est souvent cité dans ses chansons. Le groupe apparaît également dans plusieurs films et documentaires sur l'utilisation de la marijuana. Il est devenu un des ambassadeurs de la légalisation du cannabis parmi les artistes musicaux comme Cypress Hill, Afroman, Method Man, Dilated Peoples.
Également influencé par la culture punk, le groupe dénonce le système et encourage son public à penser indépendamment de la société manipulatrice et de ne pas se laisser influencer par les médias. L'album High Society est un des plus révélateurs de cette revendication.

## Discographie

### Albums studio
- 1998 : Royal Highness
- 1999 : Hidden Stash
- 2000 : High Society
- 2001 : Hidden Stash II: The Kream of the Krop
- 2002 : Rollin' Stoned
- 2004 : Fire It Up
- 2004 : Kottonmouth Kings (No.7)
- 2006 : Koast II Koast
- 2007 : Cloud Nine
- 2008 : The Green Album
- 2010 : Long Live the Kings
- 2011 : Sunrise Sessions
- 2012 : Mile High
- 2015 : Krown Power

### EPs
- 1998 : Stoners Reeking Havoc
- 1999 : Stashbox
- 2006 : Nickel Bag
- 2009 : 420 Freedom Sampler
- 2011 : Legalize It EP

### Compilations
- 1999 : Hidden Stash
- 2005 : Joint Venture
- 2006 : Hidden Stash III
- 2008 : Greatest Highs
- 2009 : Hidden Stash 420
- 2011 : Hidden Stash 5: Bongloads & B-Sides

### Album live
- 2003 : Classic Hits Live

### Remixes
- 2003 : Green Is Gold
- 2004 : The Kottonmouth Xperience
- 2008 : The Kottonmouth Xperience Vol. II: Kosmic Therapy

### Albums solos

#### Daddy X
- 2004 : Organic Soul
- 2006 : Family Ties

#### D-Loc
- 2010 : Made for Kings
- 2012  Weedman
- Bong Tokes & Love Notes (2013)

#### Johnny Richter
- 2010 : Laughing

#### Dirtball
- 2002 : The Dirty D Project, Vol. 1
- 2005 : Pop-A-D-Ball
- 2006 : Raptillion
- 2008 : Crook County
- 2011 : Nervous System
- 2012 : Desert Eagle EP

#### Kingspade (D-Loc & Johnny Richter)
- 2004 : Kingspade
- 2007 : P.T.B.